# Bodilus lugens
Bodilus lugens är en skalbaggsart som beskrevs av Christian Creutzer 1799. Bodilus lugens ingår i släktet Bodilus och familjen Aphodiidae. Inga underarter finns listade.